# Жалібниця
Жалібниця (Nymphalis antiopa) — метелик з родини німфалід (Nymphalidae). 
Видову латинську назву метелик отримав від імені Антіопи — цариці амазонок. Жалібницею цього метелика називають через його забарвлення, яке, як правило, оксамитово-коричневе з широкою жовтою смугою на краю крил.

## Опис
Розмах крил 70-90 мм. Фарбування крил самця темно-коричнева, вишнево-коричнева, самиці — ясно-коричнева. Крила із широкою ясно-жовтою облямівкою й рядом синіх плям перед нею. На передньому краї крил по 2 великих жовтувато-білих плями. Нижня сторона крил темна. Більше світла облямівка крил у зимуючих особин пов'язана з вицвітанням за час зимівлі, і не пов'язана з весняними й осінніми формами й абераціями. На Далекому Сході у перезимованих метеликів облямівка не біла, а жовта.

## Зауваження по систематиці
У Східній Європі представлений номінативним підвидом. Відома безліч абберацій («температурних» форм).

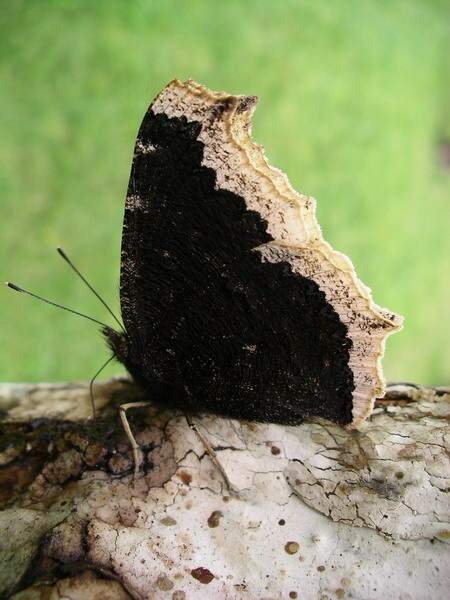
Нижняя сторона крил

## Поширення

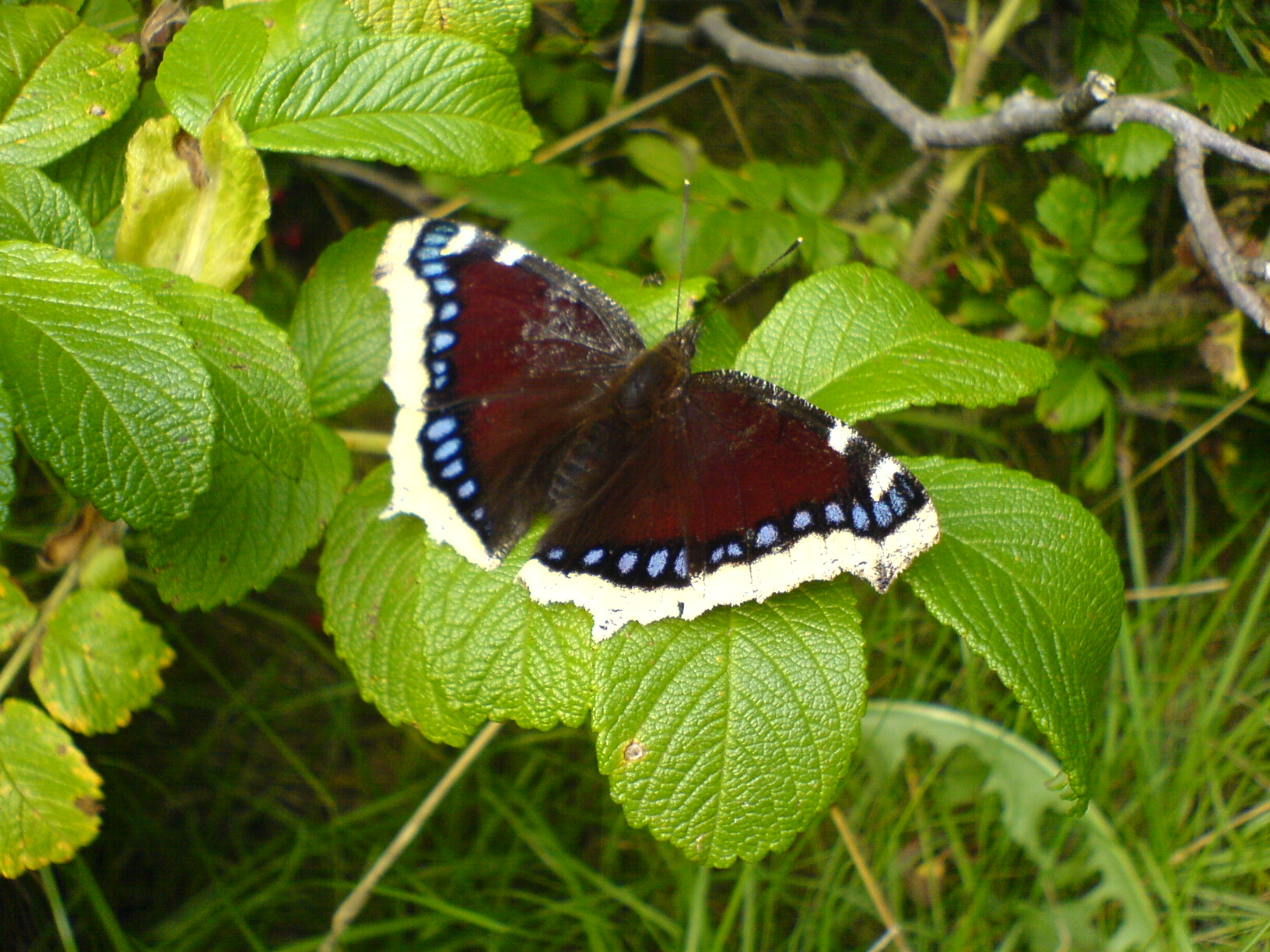

Раніше була широко поширена по всій території Європи. Після Другої світової війни чисельність раптово сильно зменшилася за невідомих причин. Зараз зберігається на низькому, але постійному рівні.
Позатропічна Євразія до Японії включно, на північ до 68 градуса північної широти. Завезений у Північну Америку. Широко розповсюджений у Східній Європі вид. Відсутній на крайньому півдні Іспанії, Греції й островах Середземного моря. До Англії, півночі Німеччини й Норвегії в сприятливі роки долітають окремі мігруючі особини. На півночі живе аж до узбережжя морів Північного Льодовитого океану, але в зоні тундр, видимо, зустрічаються тільки залітні особини. На півдні регіону в зоні лісостепів і степів зустрічається рідко й тільки по лісових долинах великих річок. Звичайний у горах Кавказа (окрім чорноморського узбережжя) і Карпат. На думку ряду авторів вид відсутній у Криму, де можуть зустрічатися мігруючи особини.
В 1969 році масовой літ жалібниці відзначений у Московській області, в 1985 році — у Тульській області.

## Місцеперебування
Лісові узлісся, галявини, узбіччя доріг, лугу, берега річок, антропогенні біотопи. Піднімається в гори до 2000 м над рівнем моря.

## Час літу
Березень- перша декада травня, липень- вересень.

## Біологія
Розвивається в одному поколінні. Імаго виходять із лялечок на початку липня й літають до кінця серпня — вересня. Самиці зимують і продовжують літати із весни до середини травня.
Метелика часто відвідують екскременти різних тварин, а також вологі береги різних водойм, де можуть збиратися в значних кількостях. Неодноразово різними авторами відзначалися масові скупчення на березовому соку, що бродить навесні, й на ушкоджених червицями (або іншими причинами) березах улітку. Метелики приваблюються на запах кислого бродіння.

## Розмноження

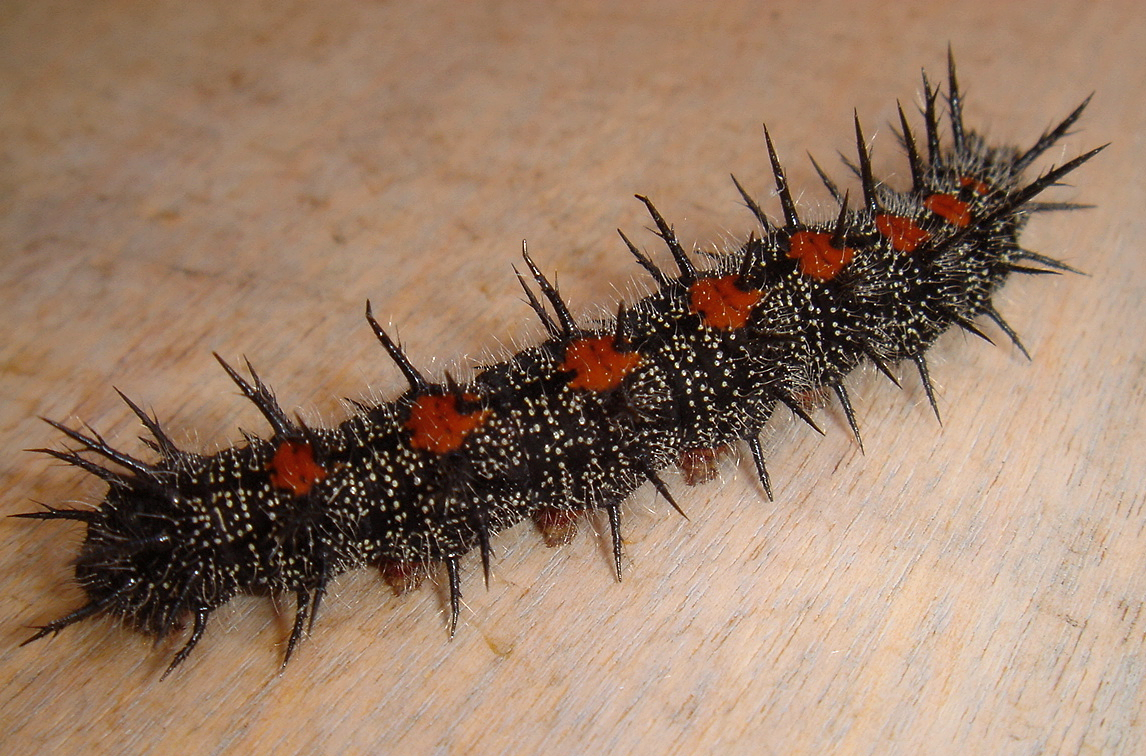
гусінь жалібниці

Самка відкладає до 100 яєць щільними кладками у вигляді кіл на листя кормових рослин. Гусениці розвиваються із червня по липень. Кормові рослини- клен,вільха, береза, ясен, хміль звичайний, троянда, шипшина, малина, верба, липа, кропива дводомна. Метелик віддає перевагу невеликим та середнім деревам. Лялечка вільна й прикріплюється головою донизу. Стадія лялечки — близько 11 днів.

## Зауваження по охороні
Включена в список регіонально рідкісних тварин Сумської, Харківської та Дніпропетровської областей.